# Idiostatus middlekaufi
Idiostatus middlekaufi је инсект из реда Orthoptera и фамилије Tettigoniidae.

## Угроженост
Ова врста је крајње угрожена и у великој опасности од изумирања.

## Распрострањење
Ареал врсте је ограничен на једну државу. 
Сједињене Америчке Државе су једино познато природно станиште врсте.